# Live on Ten Legs
Live on Ten Legs – siódmy album koncertowy amerykańskiego zespołu grungowego Pearl Jam. Został wydany 17 stycznia 2011 roku.
Utwory zostały nagrane podczas tras koncertowych na całym świecie w latach 2003–2010. Wszystkie piosenki zostały nagrane i zmiksowane przez Bretta Eliasona.
Opakowanie albumu jest podobne do wcześniejszych kompilacji. Zdjęcia zespołu na koncercie można znaleźć na wewnętrznej stronie okładki. Ukazane są również reprodukcje plakatów z różnych koncertów z tego okresu.

## Twórcy

### Pearl Jam
- Mike McCready – gitara
- Matt Cameron – perkusja
- Eddie Vedder – wokal, gitara
- Stone Gossard – gitara
- Jeff Ament – gitara basowa

### Produkcja
- Brett Eliason – nagranie, miksowanie

## Lista utworów
| Nr  | Tytuł utworu              | Muzyka                                                                    | Długość |
| --- | ------------------------- | ------------------------------------------------------------------------- | ------- |
| 1.  | „Arms Aloft”              | Joe Strummer, Scott Shields, Martin Slattery, Simon Stafford, Luke Bullen | 3:27    |
| 2.  | „World Wide Suicide”      | Dave Abbruzzese, Jeff Ament, Stone Gossard, Mike McCready, Eddie Vedder   | 3:16    |
| 3.  | „Animal”                  |                                                                           | 2:41    |
| 4.  | „Got Some”                |                                                                           | 2:57    |
| 5.  | „State of Love and Trust” |                                                                           | 3:18    |
| 6.  | „I Am Mine”               |                                                                           | 3:23    |
| 7.  | „Unthought Known”         |                                                                           | 3:55    |
| 8.  | „Rearviewmirror”          |                                                                           | 7:00    |
| 9.  | „The Fixer”               |                                                                           | 3:27    |
| 10. | „Nothing as It Seems”     |                                                                           | 5:13    |
| 11. | „In Hiding”               |                                                                           | 4:52    |
| 12. | „Just Breathe”            |                                                                           | 3:53    |
| 13. | „Jeremy”                  |                                                                           | 5:19    |
| 14. | „Public Image”            |                                                                           | 2:52    |
| 15. | „Spin the Black Circle”   |                                                                           | 3:05    |
| 16. | „Porch”                   |                                                                           | 7:00    |
| 17. | „Alive”                   |                                                                           | 6:21    |
| 18. | „Yellow Ledbetter”        |                                                                           | 5:20    |
|     |                           |                                                                           | 1:17:19 |